# 9236 Obermair
9236 Obermair este un asteroid din centura principală de asteroizi.

## Descriere
9236 Obermair este un asteroid din centura principală de asteroizi. A fost descoperit pe 12 martie 1997 la Linz de Erich Meyer. El prezintă o orbită caracterizată de o semiaxă mare de 2,42 ua, o excentricitate de 0,09 și o înclinație de 6,6° în raport cu ecliptica.